# Jabal at-Tih
Jabal at-Tih är en platå i Egypten.   Den ligger i guvernementet Sina al-Janubiyya, i den nordöstra delen av landet, 240 km öster om huvudstaden Kairo.